# Alois Jiránek

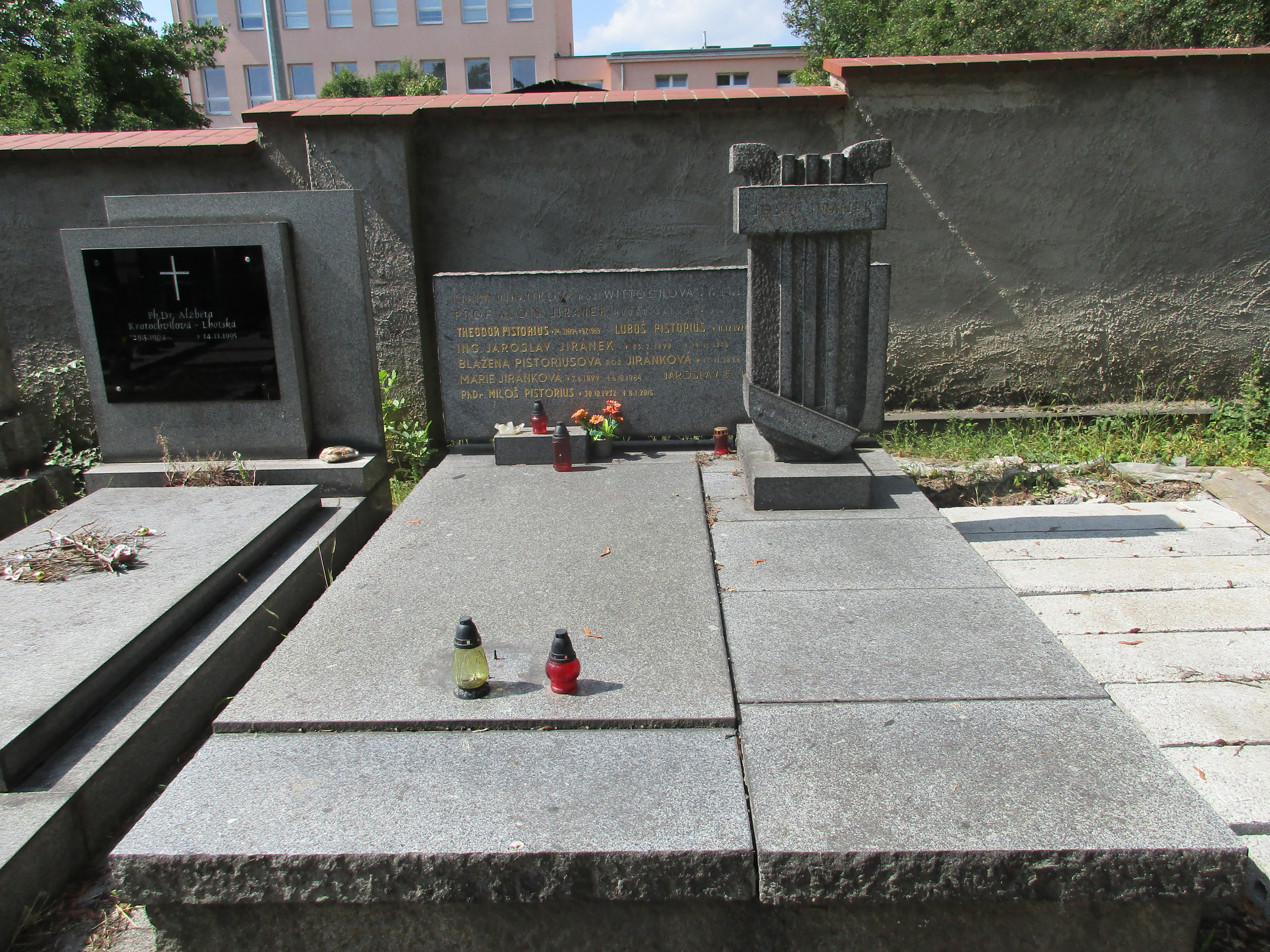
Hrob Aloise Jiránka (1858 – 1950) na hřbitově v Bubenči, český hudební skladatel, pedagog a výtvarník.

Alois Jiránek (5. září 1858 Ledce – 24. května 1950 Praha) byl český hudební skladatel, pedagog a výtvarník.

## Život
Byl synem Petra Jiránka (1825–1899), řídícího učitele v Ledcích a ředitele kůru ve Všejanech. Otec byl všestranným hudebníkem. Hrál na všechny dostupné nástroje a měl vlastní kapelu, pro kterou psal taneční písničky. U něj získal Alois základní hudební vzdělání. Rodina zřejmě hudbou žila, neboť hudbě se profesionálně věnovali i další bratři: František, Karel a Stanislav.
Vystudoval reálku v Mladé Boleslavi a učitelský ústav v Praze. V roce 1877 byl přijat na varhanickpu škola, kterou dokončil roku 1879. Ve skladbě a v nauce o formách byl žákem Zdeňka Fibicha.
V roce 1881 odešel do Ruska a byl jeden rok sbormistrem pěveckého sboru Slavjanskaja kapela, který založil Dimitrj Alexandrovič Agreněv-slavjanskij a se kterým procestoval celé Rusko. Sbor se proslavil zejména písní svého zakladatele Kalinka. Poté se stal učitelem hudby na dívčím gymnáziu v Charkově. Zde s ním spolupracoval i jeho bratr Josef. Po 26 letech se vrátil do Prahy a až do své smrti se věnoval soukromé výuce hudby.
Byl činný i jako výtvarník. Namaloval na 60 obrazů.

## Dílo
Jiránek byl znám hlavně svými transkripcemi ruských a českých oper a dalších populárních skladeb českých, ale i zahraničních skladatelů (Bedřich Smetana, Antonín Dvořák, Petr Iljič Čajkovskij, Alexandr Porfirjevič Borodin aj.). Jeho vlastní hudba má lidový ráz.

### Opery
- Lešetínský kovář (podle Svatopluka Čecha, 1901)
- Dagmar (podle Svatopluka Čecha, 1908)
- Ženitba (podle Gogola)

### Orchestrální skladby
- Touha (Le désir), 1907
- Valse de Fleur

### Komorní skladby
- Houslová sonáta
- Klavírní trio
- Suita pro smyčcový kvartet
- Smyčcový kvartet F-dur
- Smyčcový kvartet A-dur
- 2 Impromptus (pro smyčcový kvartet)

Řada písní, úprav národních písní a sborů.